# ICGV Þór
ICGV Þór je víceúčelová oceánská hlídková loď pobřežní stráže Islandu. Loď byla postavena jako náhrada za dosluhující hlídkovou loď ICGV Óðinn. Hlavními úkoly plavidla jsou hlídkování v námořní výlučné ekonomické zóně země, ochrana přírodních zdrojů a mise SAR.

## Stavba

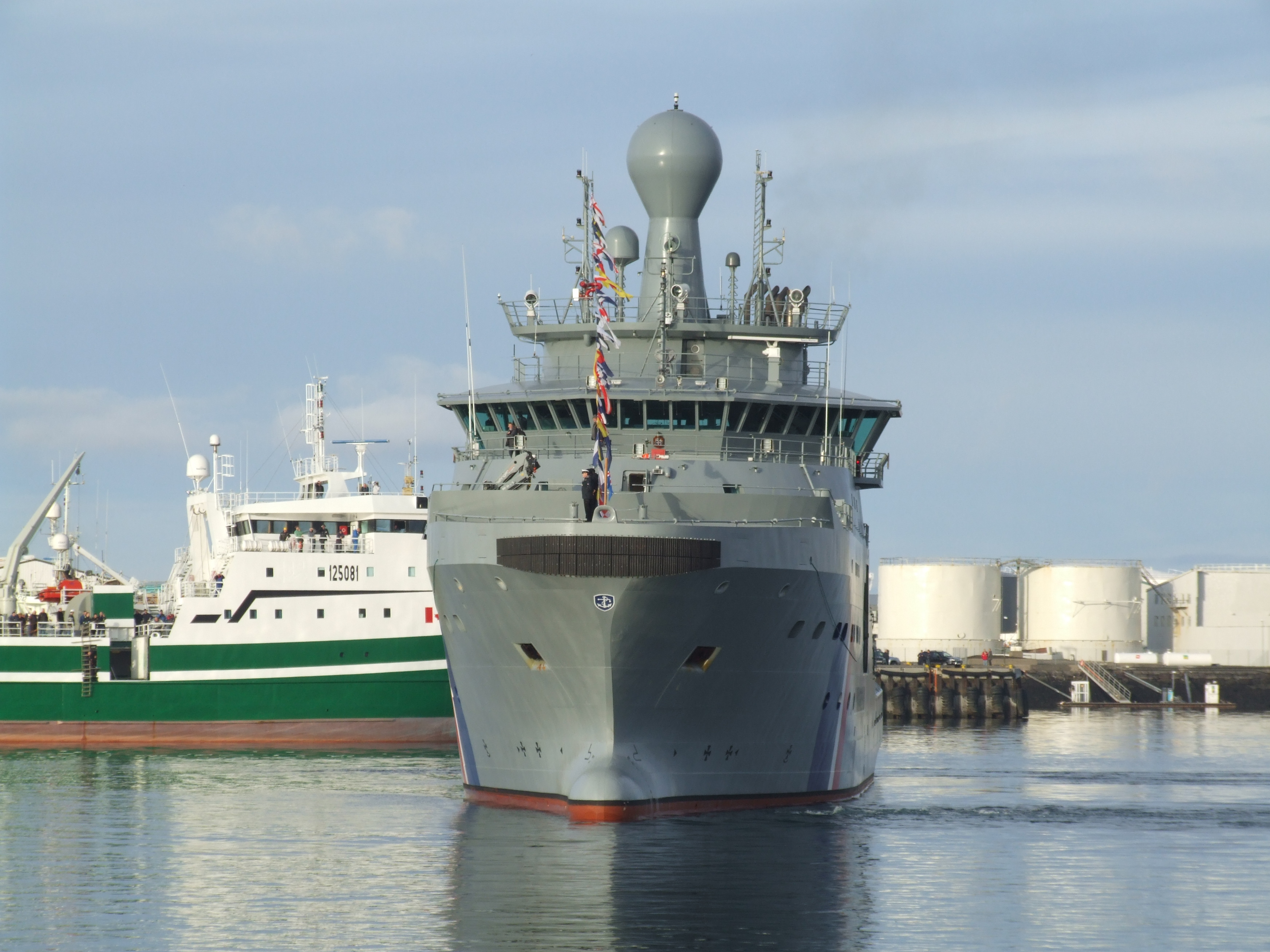
Þór

Plán na stavbu hlídkové lodě Þór byl na Islandu schválen roku 2006. V následujícím roce byla u společnosti Rolls Royce of Norway objednán návrh plavidla a u chilské loděnice Astilleros y Maestranzas de la Armada (ASMAR) jeho stavba. Trup lodě byl na vodu spuštěn v dubnu 2009 a hotová loď měla být Islandu předána v červnu 2010. V únoru 2010 však Chile zasáhla vlna tsunami, která poškodila pohonný systém plavidla nacházejícího se v té chvíli v doku. Do operační služby proto loď vstoupila v září 2011.

## Konstrukce

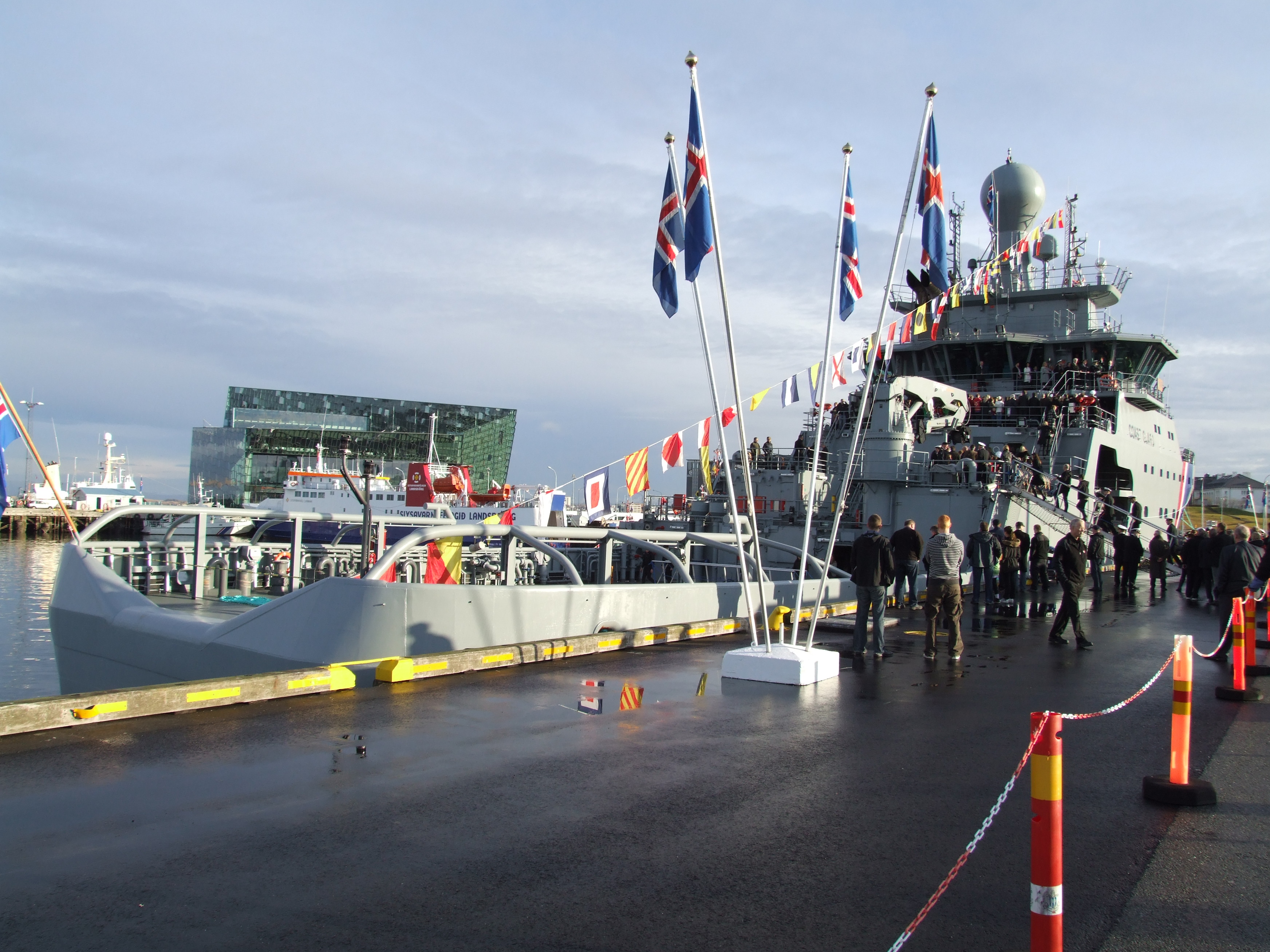
Þór

Konstrukčně se jedná o zvětšenou verzi norské hlídkové lodě Harstad (W318) (typ UT 512), označenou výrobcem jako UT 512L. Výzbroj představuje kanón Bofors ráže 40 mm na přídi a dva 12,7mm kulomety. Na zádi se nachází přistávací plocha pro jeden střední vrtulník. Na bocích trupu jsou uloženy dva rychlé čluny Norsafe Magnum 750. Pohonný systém tvoří dva diesely Rolls Royce Bergen B32:40L. Ty roztáčí dvojici lodních šroubů KaMeWa Ulstein. Nejvyšší rychlost dosahuje 19,5 uzlu.